# Upen
Upen ist ein Ortsteil der Gemeinde Liebenburg im Landkreis Goslar in Niedersachsen. Mit 322 Einwohnern ist er einer der kleineren Ortsteile der Gemeinde.

## Geographie
Folgende Orte umgeben Upen:
- Alt Wallmoden im Nordwesten
- Hohenrode im Norden
- Salzgitter-Bad im Nordosten
- Posthof und Othfresen im Osten
- Ostharingen im Südosten
- Bredelem im Süden
- Ostlutter im Südwesten
- Neuwallmoden im Westen

Nordöstlich von Upen fließt in etwa eineinhalb Kilometern Entfernung die Innerste.

## Geschichte

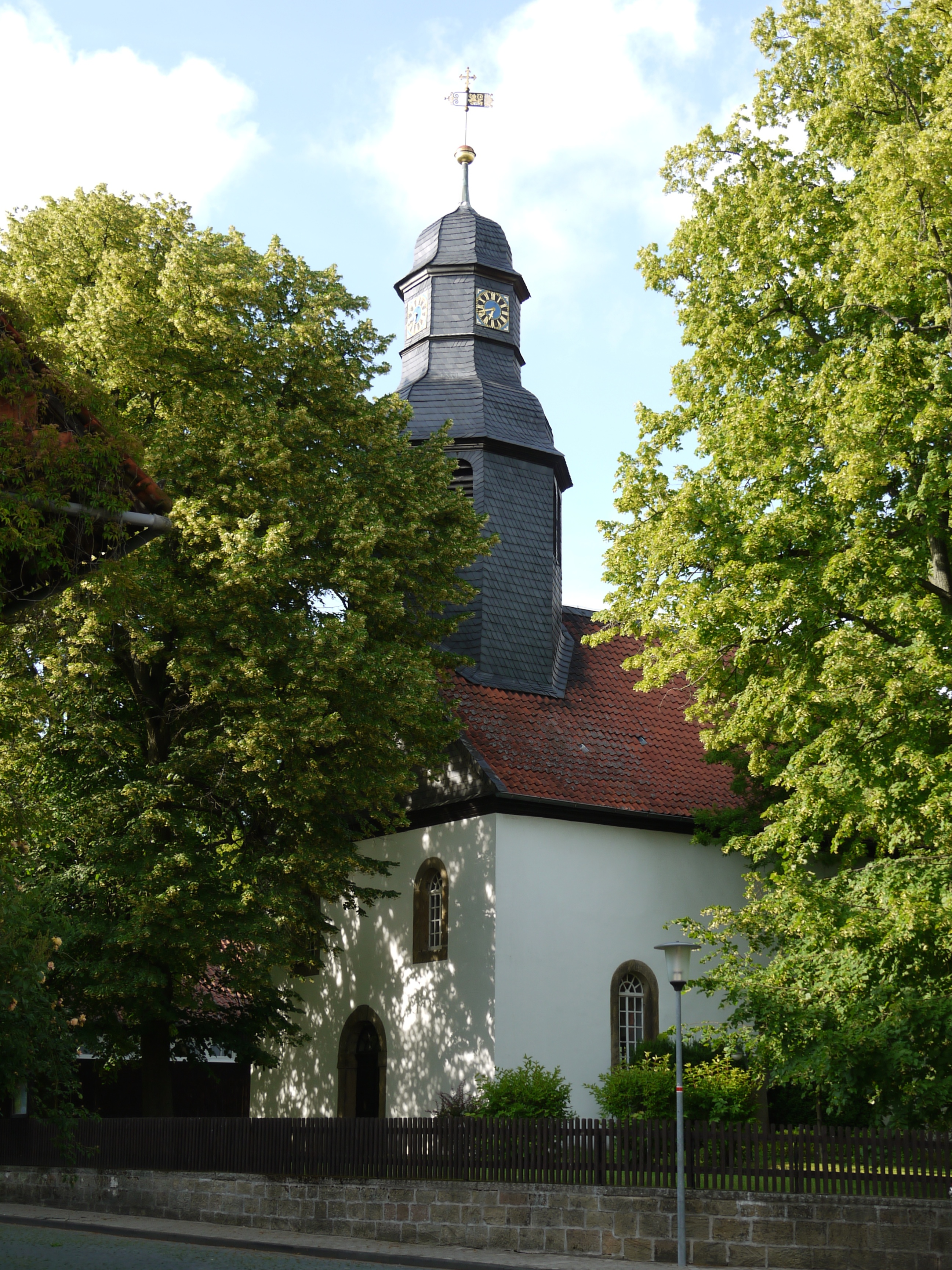
Dorfkirche von Upen

Upen wurde 1125 erstmals urkundlich erwähnt. Im Laufe der Jahre entwickelte sich der Ort zu einem Haufendorf, während zunächst nur an der Neile, einem Zufluss der Innerste entlang gebaut worden war. Ab 1176 gehörte das Dorf zum Kloster Heiningen. Dies ist auf eine Schenkung des Bischofs von Hildesheim zurückzuführen.
Im Mittelalter war Upen ein wichtiger Kreuzungspunkt zwischen Goslar und Braunschweig mit Lutter am Barenberge und Hornburg. Zu dieser Zeit und in den darauffolgenden Jahrhunderten bildeten die Landwirtschaft und einige Handwerksbetriebe den Haupterwerbszweig der Einwohner.
Der heutige Dorfkern stammt aus dem 19. und 20. Jahrhundert. Um 1850 wurden noch vorwiegenden Fachwerkhäuser errichtet, die nach 1900 durch Backsteingebäude abgelöst wurden. Um diesen Dorfkern herum, der hauptsächlich aus Höfen und Arbeiterhäusern besteht, entstanden dann ab Mitte des 20. Jahrhunderts neue Wohngebiete. Heute existieren nur noch wenige landwirtschaftliche Betriebe; die alten Gebäude im Ortskern stehen größtenteils unter Denkmalschutz.
Am 1. Juli 1972 wurde Upen nach Liebenburg eingemeindet.
Viele Häuser und Straßen wurden um die Jahrtausendwende im Rahmen einer Dorferneuerung saniert oder renoviert.

## Politik

### Ortsrat
Der Ortsrat, der Upen vertritt, setzt sich aus fünf Mitgliedern zusammen. Die Ratsmitglieder werden durch eine Kommunalwahl für jeweils fünf Jahre gewählt.
Bei der Kommunalwahl 2021 ergab sich folgende Sitzverteilung:
- Wählergemeinschaft Upen: 5 Sitze

### Ortsbürgermeister
Ortsbürgermeister ist Christian Meyer.

### Wappen

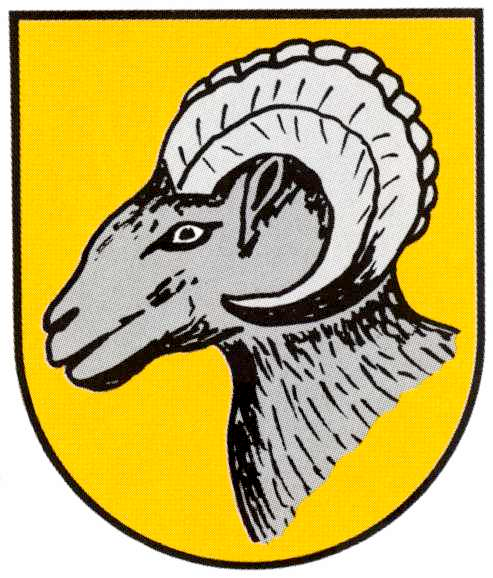
Wappen bis 1983

Das Wappen mit dem Widderkopf wurde etwa 1974/75 eingeführt. Es erinnert an das im Bereich der Wallmodener Klippen zahlreiche Mufflonwild, das 1934 dort ausgesetzt worden war und das auch heute noch dort heimisch ist. Das Wappen wurde 1983 durch ein neues Wappen ersetzt. Dieses zeigt im oberen Feld eine Linde – diese Bäume standen schon im 19. Jahrhundert an der Dorfstraße – und erinnert so an den früher gebräuchlichen Dorfnamen Lindendorf. Das schräg verlaufende blaue Wellenband steht für die Neile, an deren Ufer der Ort erbaut worden war. Der jetzt rote Mufflonkopf im unteren Feld wurde dem alten Wappen entnommen.

## Wirtschaft und Infrastruktur

### Verkehrsanbindung
Upen liegt an einer Kreisstraße, die den Ort mit der Bundesstraße 248, Alt Wallmoden, Gitter und Salzgitter-Bad sowie mit Posthof und Othfresen im Westen verbindet. Hinzu kommt eine Nebenstraße, die nach Süden zum Nachbarort Ostharingen führt.